# John Abercrombie (botânico)
John Abercrombie (Edimburgo, 1726 — 1806) foi um botânico escocês .
Procurou aperfeiçoar os métodos de jardinagem. A sua principal obra foi Que cada um seja o seu próprio jardineiro ou Almanaque de Jardinagem (título original em inglês: Every Man His Own Gardener, 1767).